# والاس جون إيكيرت
والاس جون إيكيرت (بالإنجليزية: Wallace John Eckert)‏ هو رياضياتي وأستاذ جامعي وعالم فلك أمريكي، ولد في 19 يونيو 1902 في بيتسبرغ في الولايات المتحدة، وتوفي في 24 أغسطس 1971 في إنغلوود في الولايات المتحدة.

## وصلات خارجية
- والاس جون إيكيرت على موقع الموسوعة البريطانية (الإنجليزية)
- والاس جون إيكيرت على موقع إن إن دي بي (الإنجليزية)